# Relations entre le Brésil et la Tanzanie
Les relations entre le Brésil et la Tanzanie sont les relations extérieures entre la république fédérative du Brésil et la république unie de Tanzanie.

## Histoire
Les relations diplomatiques entre le Brésil et la Tanzanie ont été établies en 1970.
Les deux pays sont membres du Groupe des 77 et des Nations Unies. Le Brésil a une ambassade à Dar es Salam. La Tanzanie a une ambassade à Brasilia.